# Casas de Guijarro
Casas de Guijarro es un municipio y localidad española de la provincia de Cuenca, en la comunidad autónoma de Castilla-La Mancha. El término municipal tiene una 102 habitantes (INE 2024). 

## Geografía
Es una de las poblaciones más pequeñas del entorno, muestra uno de los cielos más despejados y brillantes que se puedan contemplar. A la sombra de ocho pinos centenarios, esta localidad evoca todavía los ecos de los pequeños núcleos que vieron nacer y desarrollarse a esta zona de Cuenca.
Apenas a 3 km, quienes gusten de la naturaleza se encontrarán con un pequeño y delicioso bosque donde los atardeceres se muestran con singular belleza.

## Historia
A mediados del siglo XIX, la villa tenía contabilizada una población de 210 habitantes. Aparece descrita en el sexto volumen del Diccionario geográfico-estadístico-histórico de España y sus posesiones de Ultramar de Pascual Madoz de la siguiente manera: 

CASAS DE GUIJARRO: v. con ayunt. en la prov. y dióc. de Cuenca (13 leg.), part. jud. de San Clemente (4), aud. terr. de Albacete (7), c. g. de Madrid (28): esta v. mirada por el N., S. y O., se halla en una eminente altura que puede llamarse un balcon con muro; sus vistas son muy alhagüeñas por estar circunvalada de un gran plantio de viñas y olivos, y descubrirse muchos cas. y algunas poblaciones: el clima es templado, los vientos mas frecuentes los del E. y O. , y las enfermedades mas comunes catarros. Tiene 75 casas; escuela de primeras letras dotada con 400 rs., y concurrida por 24 alumnos, y una igl. dedicada al Dulce nombre de Jesús, aneja de Vara del Rey, servida por un teniente. Confina el térm. N. con Sisante (1 leg.); E. La Roda (2): S. Casas de Benitez (1/2) y O. Casas de Haro (1), y en él se encuentra un cas. llamado Casa de Rualda. El terreno es inferior para la siembra de granos y superior para plantios. Los caminos se hallan en buen estado. La correspondencia se recibe de la adm. de San Clemente los lunes, jueves y sábados, y se contesta los martes, viernes y domingos. prod.: trigo, cebada, centeno, avena, guijas, azafran, aceite y vino; hay cria de ganado lanar, y caza de liebres, conejos y perdices. ind.: la agricultura, un molino y una prensa para el aceite. pobl.: 53 vec., 210 alm. cap. prod.: 827,520 rs. imp.: 41,376, importe de los consumos 2,581 rs. 17 mrs.
(Madoz, 1847, p. 45)

## Demografía
Casas de Guijarro cuenta con una población de 102 habitantes (INE 2024).
| Gráfica de evolución demográfica de Casas de Guijarro entre 1842 y 2021                                             |
| |
| Población de derecho según los censos de población del INE Población de hecho según los censos de población del INE |

| 158           | 139 | 131 | 134 | 137 | 141 | 116 | 111 | 111 | 117 | 112 | 119 |
| (Fuente: INE) |     |     |     |     |     |     |     |     |     |     |     |

## Administración
| Periodo   | Nombre                        | Partido                 |
| --------- | ----------------------------- | ----------------------- |
| 1991-1995 | Pablo Escobar                 | PSOE                    |

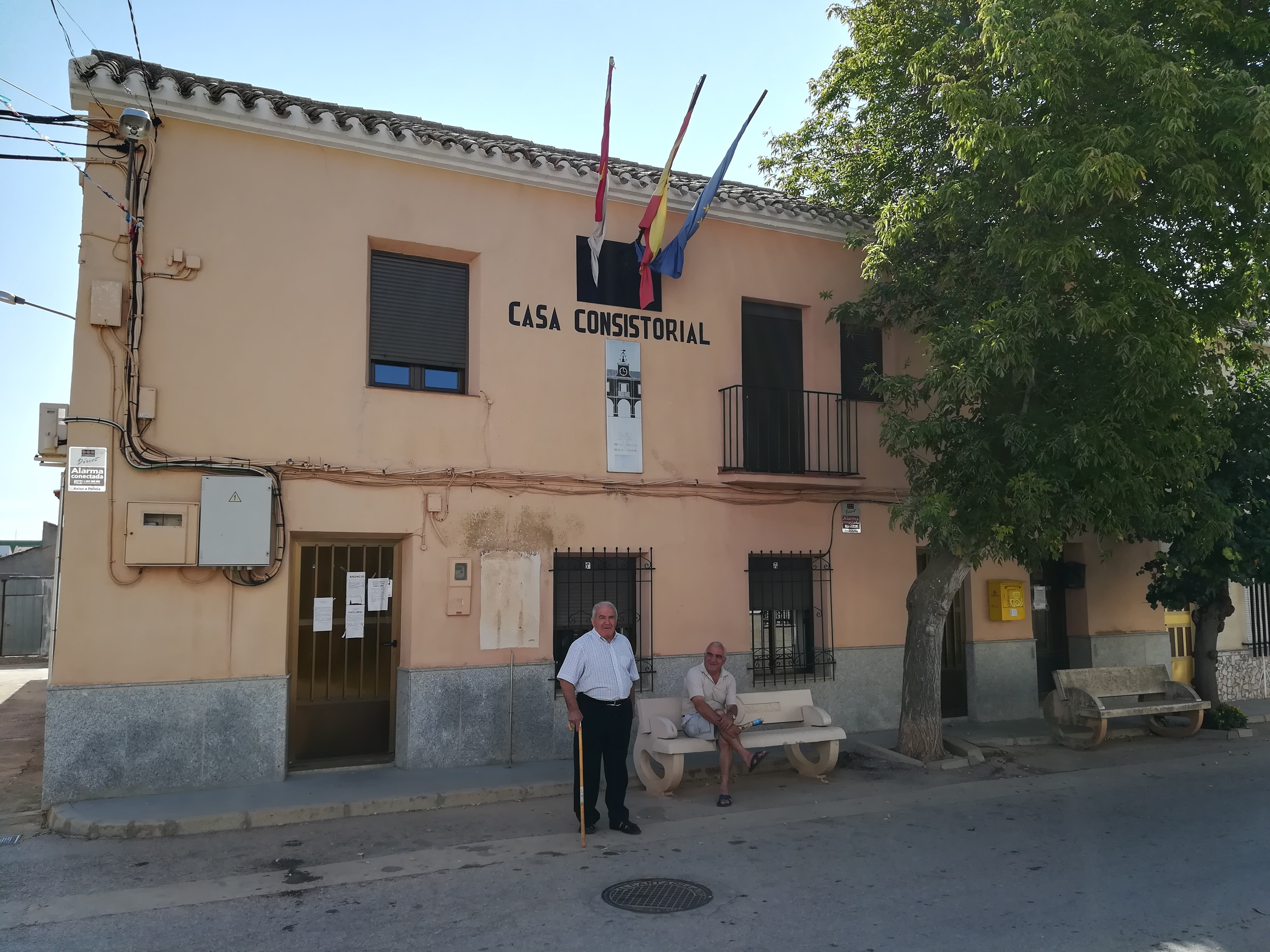
Ayuntamiento de Casas de Guijarro

| 1995-1999 | Miguel Ángel Parreño Alcarria | Candidato Independiente |
| 1999-2003 | Luis López Buedo              | PSOE                    |
| 2003-2007 | José Ángel Fabuel Paños       | PP                      |
| 2007-2011 | José Ángel Fabuel Paños       | PP                      |
| 2011-2015 | José Ángel Fabuel Paños       | PP                      |
| 2015-2019 | Mª Carmen López Arribas       | PSOE                    |
| 2019-2023 | Mª Carmen López Arribas       | PSOE                    |
| 2023-act. | Mª Carmen López Arribas       | PSOE                    |

## Patrimonio

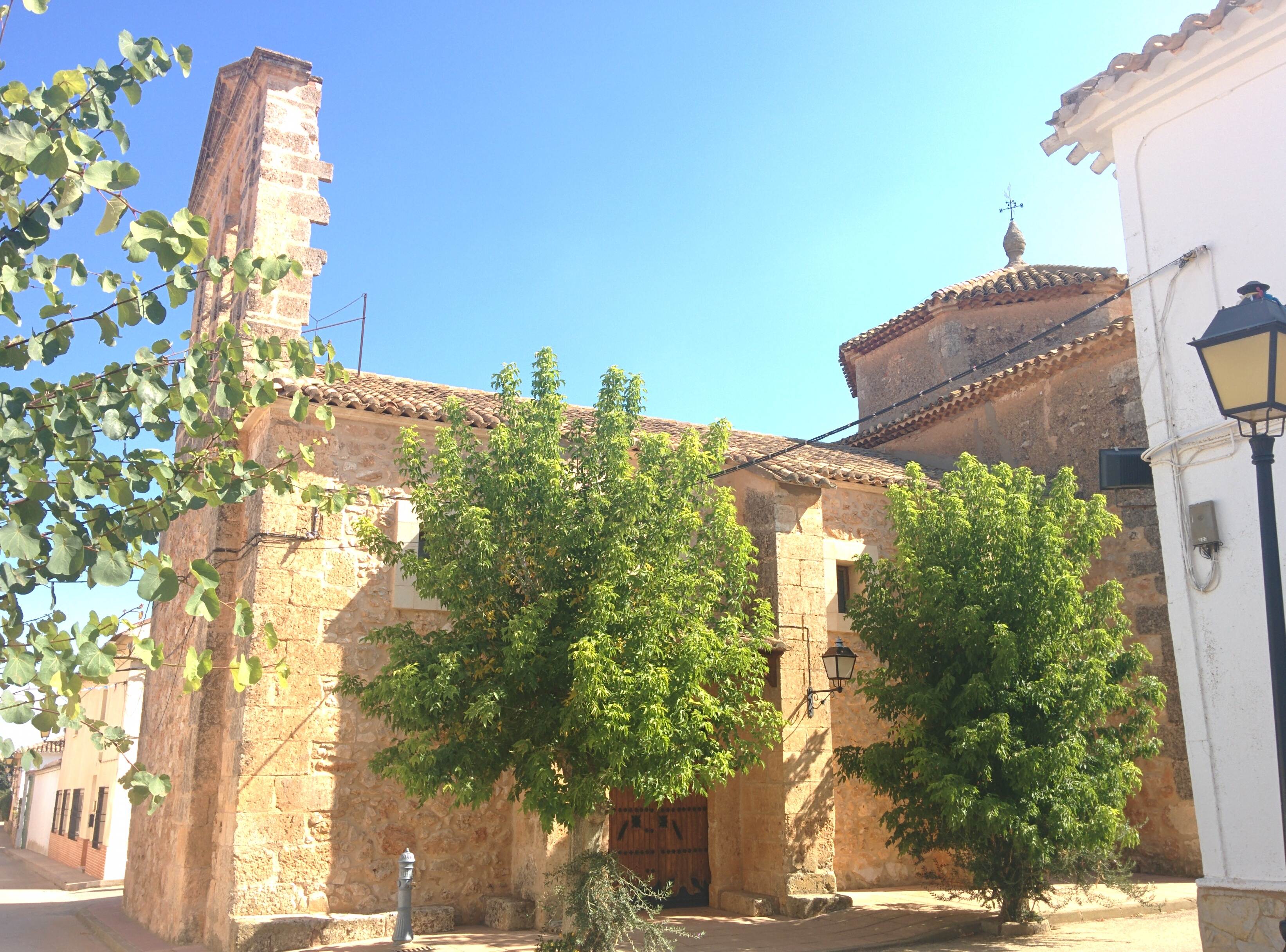
Iglesia del Dulce Nombre de Jesús

En la localidad se encuentra una iglesia parroquial bajo la advocación de Dulce Nombre de Jesús. Es quizá el elemento arquitectónico más destacable, un edificio de mampostería rebocada con sillares y rematado con la tradicional espadaña. Dentro de la iglesia se puede observar una gran lámpara de forja realizada por Emiliano de la Casa Mondéjar, vecino del municipio.
En Casas de Guijarro también se encuentran Los Reilos. La principal calle de la localidad es la calle Mayor. En esta calle se sitúa el ayuntamiento, la iglesia del Dulce Nombre de Jesús y los distintos puntos que señalan el Vía Crucis.

## Economía

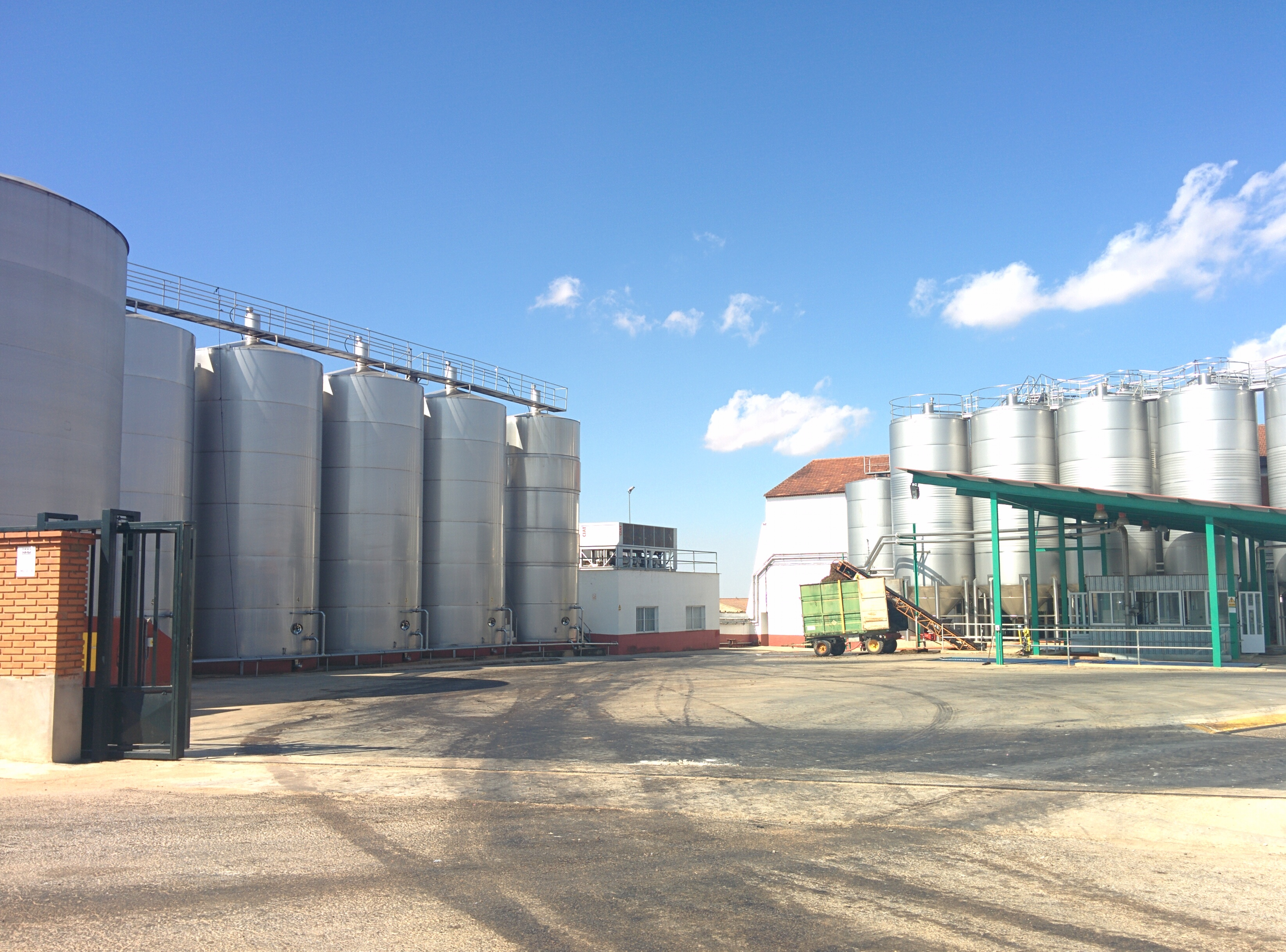
Vista parcial de la cooperativa

A primera vista, la inmensa D.O. La Mancha (cerca de 200 000 ha de viña registrada, y muchas más no inscritas en la D.O., pero situadas en su ámbito territorial) tiene poco que preocuparse de la secesión de tan sólo siete municipios poco poblados (Casas de Benítez, Casas de Fernando Alonso, Casas de Guijarro, Casas de Haro, El Picazo, Pozoamargo y Sisante) con menos de 9000 ha de viñas entre ellos.

## Fiestas
- 19 de enero - 3 de mayo.

## Hermanamientos
- Hacinas (España)